# Astrenis paradoxa
Astrenis paradoxa är en stekelart som först beskrevs av Otto Schmiedeknecht 1907.  Astrenis paradoxa ingår i släktet Astrenis och familjen brokparasitsteklar. Inga underarter finns listade.